# Gymnophragma simplex
Gymnophragma es un género monotípico de plantas con flores perteneciente a la familia Acanthaceae. El género tiene una especie de hierbas: Gymnophragma simplex

## Taxonomía
El género fue descrito por Gustav Lindau y publicado en Botanische Jahrbücher für Systematik, Pflanzengeschichte und Pflanzengeographie 55: 136. 1917.